# Président de l'Eurogroupe
Le président de l'Eurogroupe, parfois surnommé M. Euro, préside les réunions mensuelles (et informelles) des ministres des Finances des États membres de la zone euro, appelées Eurogroupe.
Sa fonction ne doit pas être confondue avec celle de président du sommet de la zone euro qui préside les réunions des chefs d’État et de gouvernement des États membres de la zone euro dans le cadre de sommets. Le président de l'Eurogroupe doit, pour être élu la première fois, être ministre des Finances de son pays. Cependant, s'il perd son poste, il peut continuer à postuler pour un autre mandat européen tant qu'il est en fonction au poste de président, avec l'accord de son pays d'origine.

## Nomination
Le président de l'Eurogroupe est élu à la majorité des membres de l'Eurogroupe pour un mandat de deux ans et demi.

## Fonction
Les fonctions du président de l'Eurogroupe sont, notamment, de préparer les réunions des ministres des Finances des États membres. Le président est secondé par un vice-président, qui est également le président en fonction du Conseil ECOFIN à condition que son pays soit membre de la zone euro.

## Présidents successifs
| Titulaire | Titulaire           | Pays d'origine | Autre poste           | Parti | Parti                          | Début du mandat  | Fin du mandat   | Durée                      |
| --------- | ------------------- | -------------- | --------------------- | ----- | ------------------------------ | ---------------- | --------------- | -------------------------- |
|           | Jean-Claude Juncker | Luxembourg     | Premier ministre      |       | Européen : PPE National : CSV  | 1er janvier 2005 | 21 janvier 2013 | 8 ans et 20 jours          |
|           | Jeroen Dijsselbloem | Pays-Bas       | Ministre des Finances |       | Européen : PSE National : PvdA | 21 janvier 2013  | 12 janvier 2018 | 4 ans, 11 mois et 22 jours |
|           | Mário Centeno       | Portugal       | Ministre des Finances |       | Indépendant                    | 12 janvier 2018  | 12 juillet 2020 | 2 ans et 6 mois            |
|           | Paschal Donohoe     | Irlande        | Ministre des Finances |       | Européen : PPE National : FG   | 13 juillet 2020  |                 | 4 ans, 8 mois et 6 jours   |

## Sources

## Compléments